# Чабанове (Криворізький район)
Ча́банове — село в Україні, у Глеюватській сільській громаді Криворізького району Дніпропетровської області. 
Населення — 327 мешканців.

## Географія
Село Чабанове знаходиться на відстані 2,5 км від села Зоря. Поруч проходить залізниця, платформа Красний Забійник за 2 км.

## Історія
Село утворене 31 січня 1996 року. З відділення радгоспу Червоний Забійник.

## Населення

### Мова
Розподіл населення за рідною мовою за даними перепису 2001 року:
| Мова            | Відсоток |
| --------------- | -------- |
| українська      | 91,7 %   |
| російська       | 6,4 %    |
| вірменська      | 1,1 %    |
| інші/не вказали | 0,8 %    |

## Погода
- Погода в селі Чабанове [Архівовано 21 грудня 2011 у Wayback Machine.]

1. ↑  Рідні мови в об'єднаних територіальних громадах України — Український центр суспільних даних